# Åtjärnen (Trehörningsjö socken, Ångermanland)
Åtjärnen är en sjö i Örnsköldsviks kommun i Ångermanland och ingår i Husåns huvudavrinningsområde. Sjön har en area på 0,174 kvadratkilometer och ligger 187,7 meter över havet. Sjön avvattnas av vattendraget Husån.

## Delavrinningsområde
Åtjärnen ingår i det delavrinningsområde (707258-164799) som SMHI kallar för Utloppet av Åtjärnen. Medelhöjden är 282 meter över havet och ytan är 9,62 kvadratkilometer. Räknas de 14 avrinningsområdena uppströms in blir den ackumulerade arean 81,02 kvadratkilometer. Avrinningsområdets utflöde Husån mynnar i havet. Avrinningsområdet består mestadels av skog (88 procent). Avrinningsområdet har 0,17 kvadratkilometer vattenytor vilket ger det en sjöprocent på 1,7 procent.